# Vidéo sous-marine

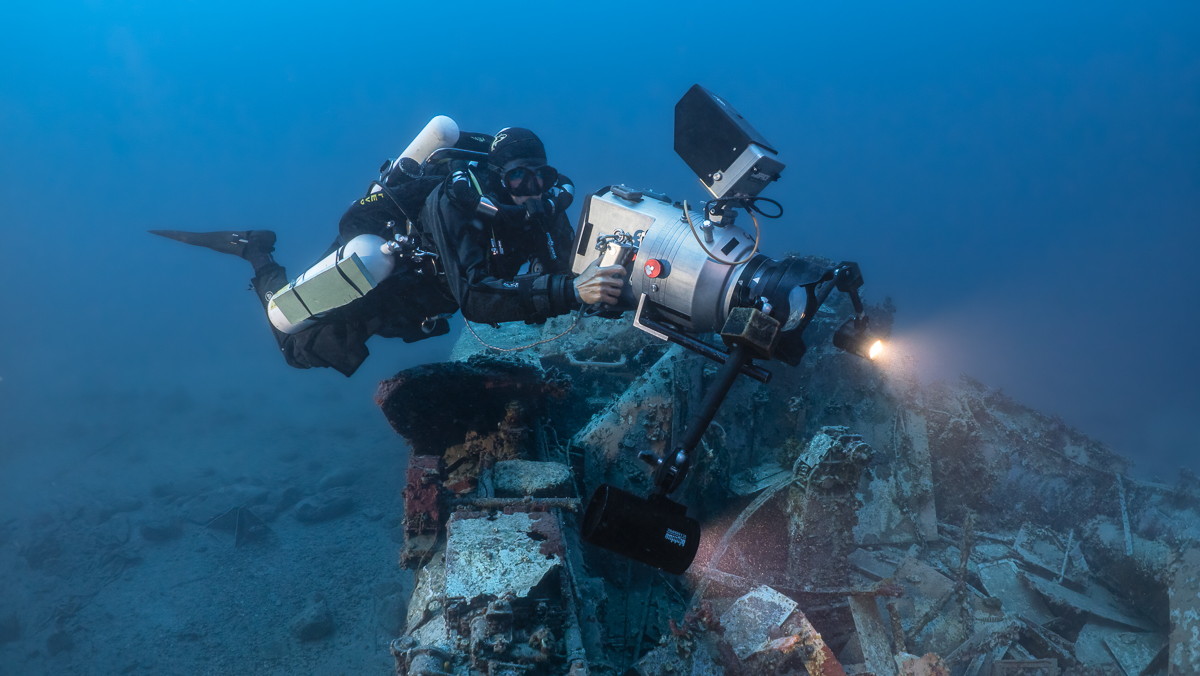
Vidéaste sous-marin

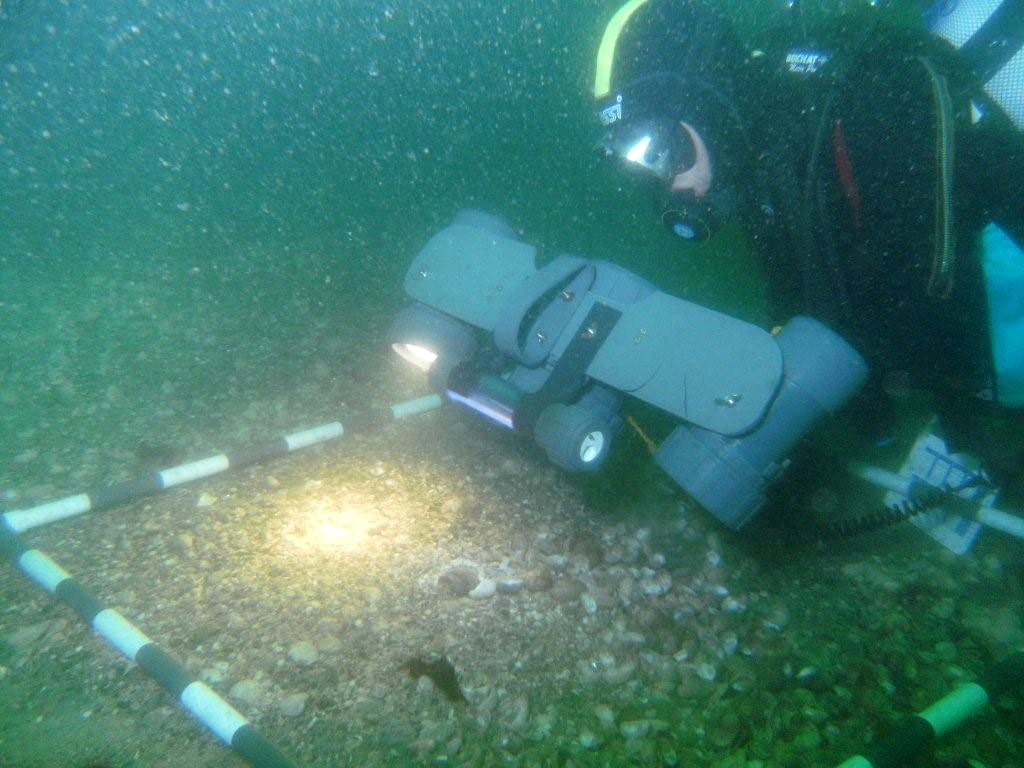
Exemple d'utilisation de la vidéo sous-marine dans le cadre d'un inventaire faunistique.

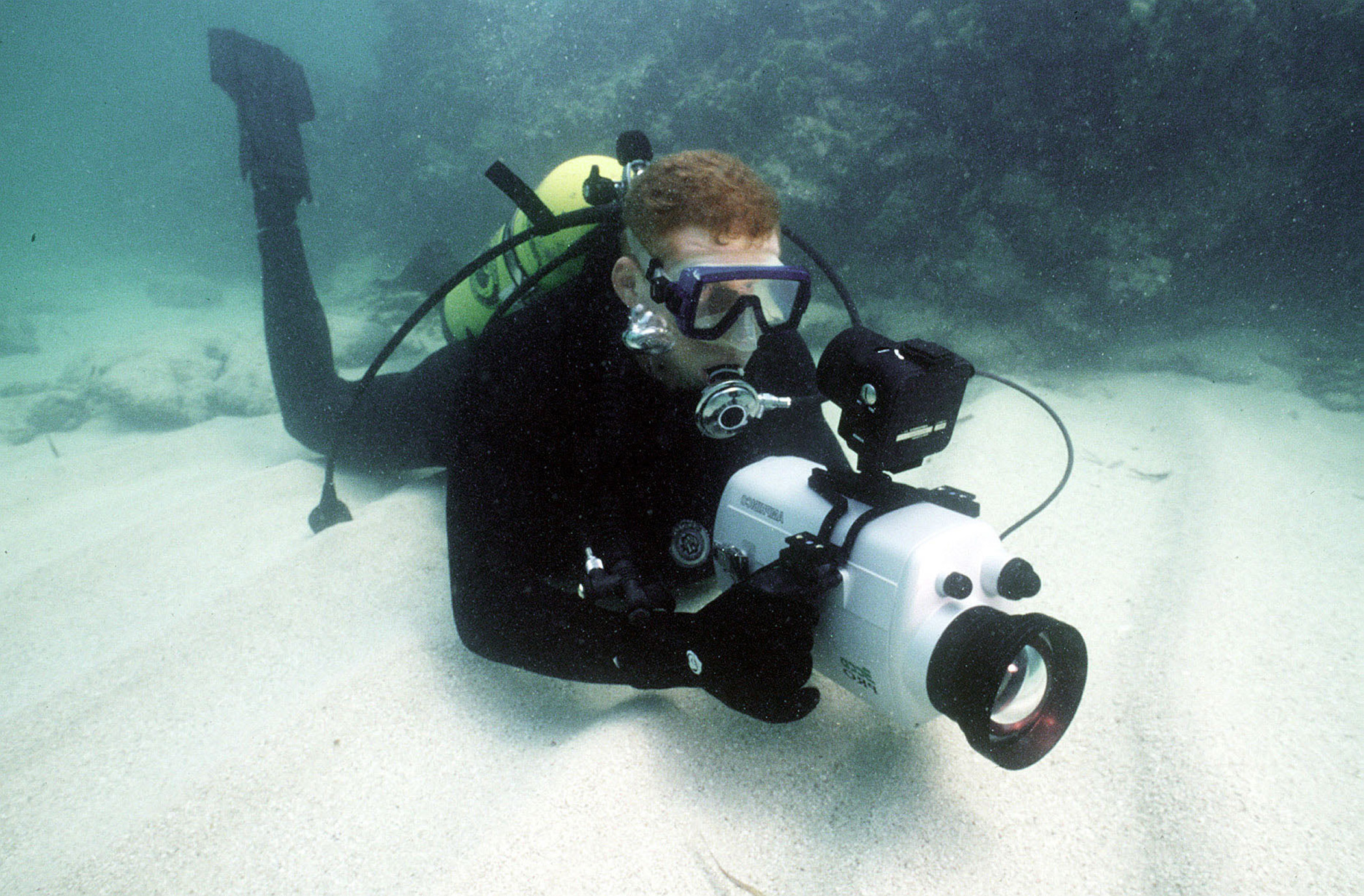
Plongeur cameraman et son matériel

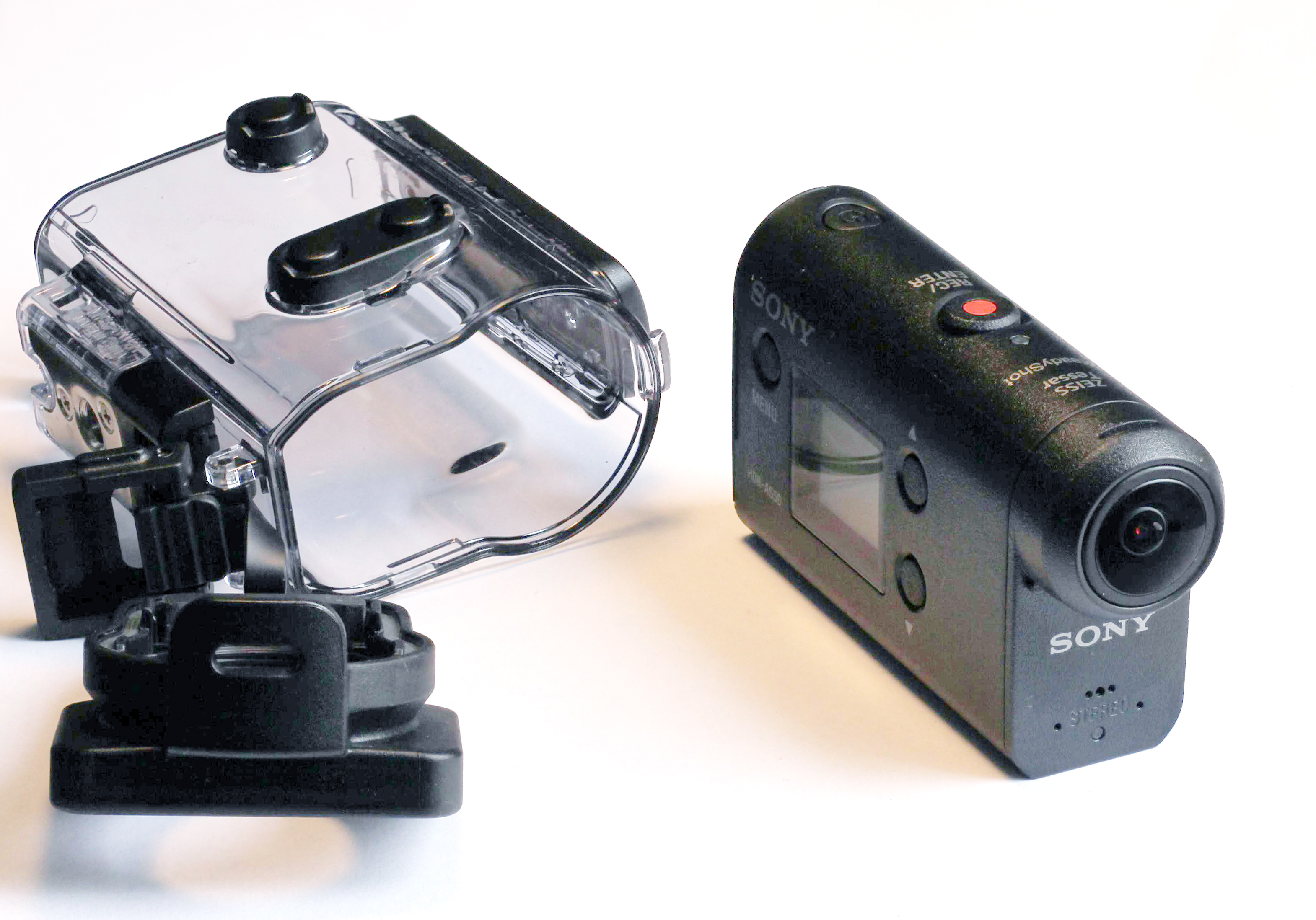
Action-camcorder dans un boitier étanche.

La pratique de la vidéo sous-marine consiste à enregistrer des images animées (autrefois sur des pellicules, puis des vidéocassettes ; aujourd'hui sur un support électronique) en condition d'immersion subaquatique. Le film subaquatique a été popularisé par le Commandant Cousteau lors des missions de la Calypso.
Le mot vidéo vient du latin video qui signifie « je vois ». C'est l'apocope de vidéophonie ou vidéogramme.
Elle est caractérisée par des contraintes liées à l'immersion dans l'eau qui induit des conséquences optiques (indice de réfraction, absorption des couleurs, faible luminosité).
Le matériel professionnel est souvent encore protégé dans un caisson étanche, alors que de petites caméras grand public entièrement étanches sont mises sur le marché depuis la fin des années 1990 essentiellement.

## Enjeux
Ce mode d'imagerie permet un accès à des images, données et informations présentes dans des milieux subaquatique, aux conditions d'accès toujours plus ou moins difficiles. 
Par rapport à la photographie sous-marine, la vidéo donne accès au mouvement et au temps. 

Elle permet d'accroître la durée d'observation d'un phénomène ou de rendre accessible la vision d'un phénomène, sans nécessiter d'immersion pour le spectateur, voire pour l'opérateur dans le cas d'une caméra embarquée sur un ROV ou drone subaquatique (robot sous-marin) et leur définition et sensibilité à la faible lumière ne cessent d'être améliorées. C'est un outil de plus en plus utilisé pour l'archéologie subaquatique, éventuellement avec l'aide de ROV ou robots subaquatiques spécialisés (comme Ocean One, qui est une sorte d'avatar robotique testé pour l'exploration de l'épave de la Lune de l'opérateur qui le commande depuis la surface).

## Histoire et équipement spécifique
La caméra peut être portée par un plongeur, un scaphandrier ou par un ROV ou drone subaquatique. 
Dans quelques cas elle a été fixée à un animal (requin par exemple) pour étudier son comportement.
Dans tous les cas l'immersion nécessite un équipement spécifique : étanche, adapté aux faibles éclairages et résistant à la pression, d'une batterie embarquée et éventuellement d'un câble avec la surface dans le cas d'une caméra de ROV.  
Le caisson, en plus d'être parfaitement étanche doit comporter un système de commande permettant l'accès aux fonctions d'enregistrement et de réglages (voire d'orientation) de la caméra. 

Son hublot (le plus souvent en plexiglas) doit être parfaitement transparent et protégé de la condensation afin de permettre une vision parfaite des objets ou espèces filmés.
Les propriétés optiques de l'eau et sa fréquente turbidité sont responsables de déformation d'image, et de phénomènes d'absorption et de diffusion, qui imposent d'apporter des corrections de réglages de la distance, et de compenser la perte d'intensité lumineuse et d'une partie du spectre de couleur par l'utilisation d'un éclairage d'appoint (phares étanches). Parfois des lasers de télémétrie permettent de mesurer la distance à l'objet filmé ou observé. 

Certains logiciels et algorithmes embarqués peuvent pré-traiter automatiquement et améliorer l'image (in situ), valorisant sur divers travaux ont porté sur le « débruitage » d'images sous-marine, avec par exemple quatre filtrages successifs : un filtrage homomorphique réduisant les défauts d'illumination, un filtre de débruitage par ondelettes, un filtrage anisotropique pour atténuer le bruit et renforcer les contours, et in fine une correction des couleurs et contrastes rendant l'image souvent bien plus nette et facile à interpréter.
Des matériels modernes permettent d'élargir l'image à des longueurs d'onde non visibles et à de l'imagerie sonar qui permet de reconstituer le relief d'objets (par exemple des objets archéologiques sur le fond) 

## Domaines de pratiques ou utilisation
La recours à la vidéo sous-marine se fait dans de nombreuses disciplines : que ce soit pour les activités de loisir ou dans le cadre professionnel pour le relevé de phénomènes scientifiques ou techniques. 
Notamment, la vidéo sous-marine est couramment utilisée dans le cadre d'études faunistiques ou floristiques dans le cadre d'inventaire ou de recensement d'espèces. La vidéo sous-marine est également utilisée dans le cadre d'inspection de structures immergées (équipements nautiques, équipements aquacoles, ...).
Lancée en 2011, Plongeurs TV est la première chaîne de télévision par Internet entièrement consacrée à la vidéo sous-marine.